# Хаанья (возвышенность)
Ха́анья (эст. Haanja kõrgustik) — возвышенность на юго-востоке Эстонии, её наиболее «высокогорное» плато. Одноимённа находящейся здесь деревне Хаанья волости Хаанья уезда Вырумаа. Местоположение максимальной для Эстонии и всей Прибалтики высотной отметки в 318 м над уровнем моря — Суур-Мунамяги (эст. Suur-Munamägi).
Южная часть возвышенности Хаанья частично уходит на территорию Латвии, где носит название Алуксненской возвышенности. Максимальная высотная отметка в латвийской части возвышенности Хаанья — 271,5 м над уровнем моря — холм Делинькалнс (латыш. Dēliņkalns). Юго-восточная часть Хаанья располагается в Печорском районе Псковской области России; таким образом на этой возвышенности находится точка схождения границ трёх государств.
Через возвышенность Хаанья, с северо-востока на юго-запад по территории Эстонии, проходит шоссе Псков-Рига. К нему Т-образно примыкает шоссе, уходящее направо (при движении из Пскова) в сторону Тарту и далее к Таллину. В этом месте на горизонте угадываются очертания Суур-Мунамяги, слева от вершины которого проходит тартуское шоссе. Появление сразу двух таможен замедлило движение на трассе, по которой из России к курортам Прибалтики и обратно некогда шёл оживлённый поток частных автомобилей. Многие останавливались на Суур-Мунамяги, чтобы полюбоваться видом на Хаанья «и почти всю Эстонию» со смотровой башни. Отремонтированная в 1955 и надстроенная в 1960 году, почти 30-метровая башня обеспечивала обзор в радиусе 50 км с площадки, находившейся на отметке 346,7 м над уровнем моря. В 2004 году башня закрывалась на ремонт, и 24 июля 2005 года была торжественно открыта вновь.
Известные возвышенные места и вершины на Хаанья: 
- Суур-Мунамяги (эст. Suur-Munamägi) — 318 м.

- Валламяги (эст. Vällamägi) — 304 м.
- Керекунну (эст. Kerekunnu) — 296 м.
- Цялбамяги (эст. Tsälbamägi) — 293 м.
- Делинькалнс (на территории Латвии) — 271,5 м.
- Мильдина (на территории России) — 204 м.

На возвышенности Хаанья берут своё начало несколько рек, стекающих в трёх разных направлениях — в Чудское, в Псковское озеро и в Финский залив. Среди них — Педетси (эст. Pedetsi jõgi, латыш. Pededze), спускающаяся с юго-восточного склона возвышенности к границе с Псковской областью и далее уходящая в Латвию, где она впадает в реку Айвиексте (латыш. Aiviekste).

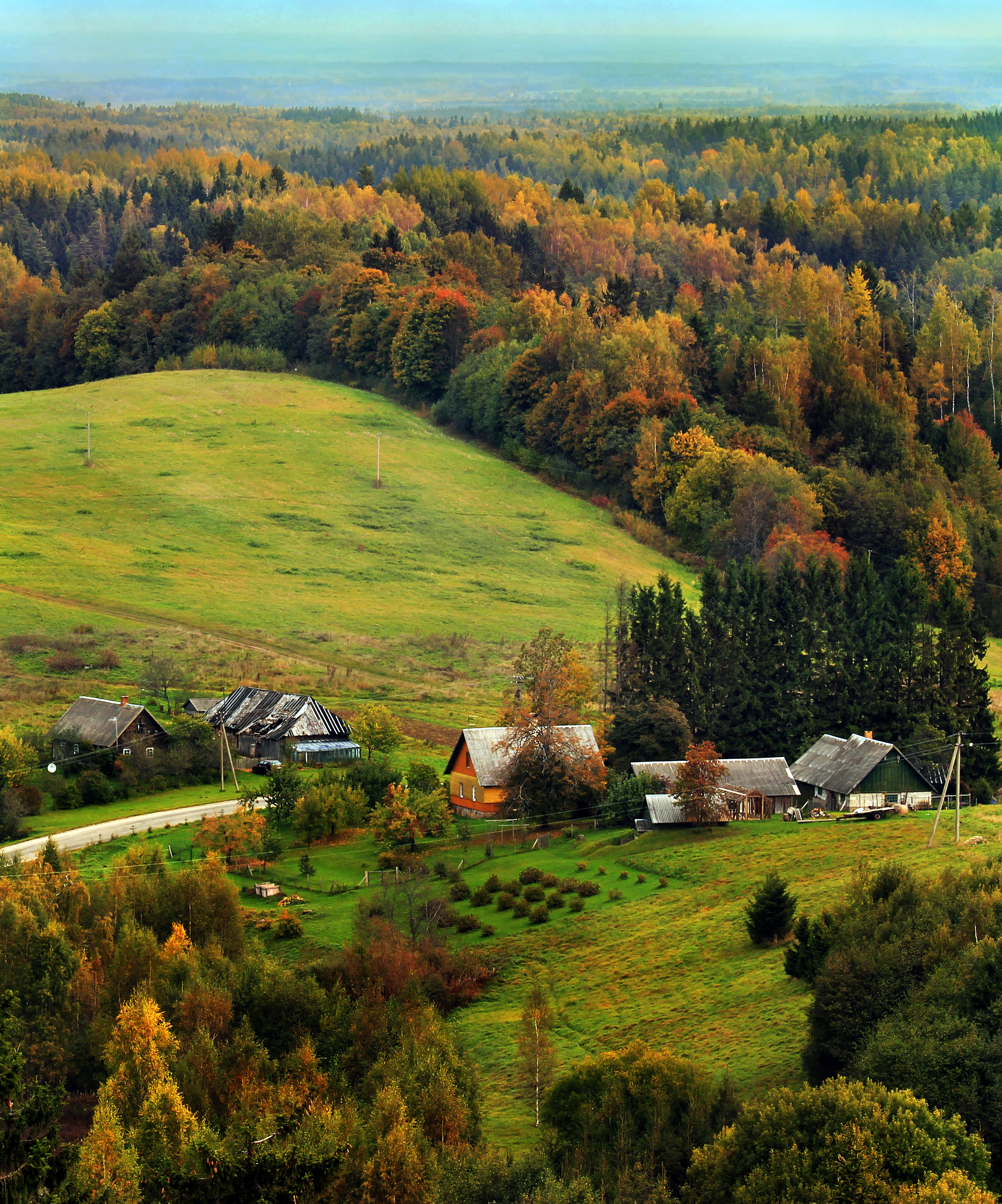
Вид на деревню Хаанья с башни Суур-Мунамяги.
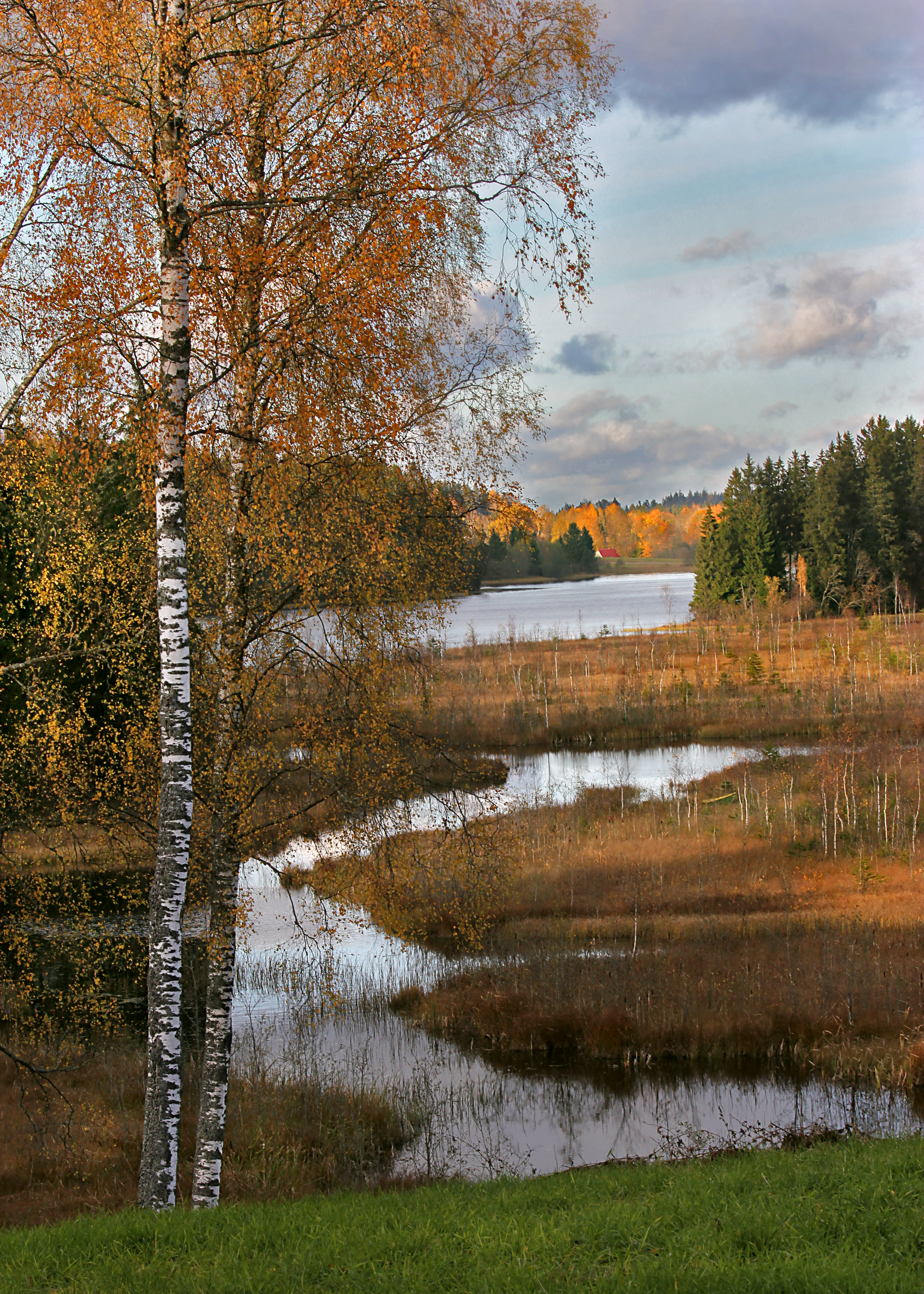
Озеро Васкна. Национальный заповедник Хаанья.
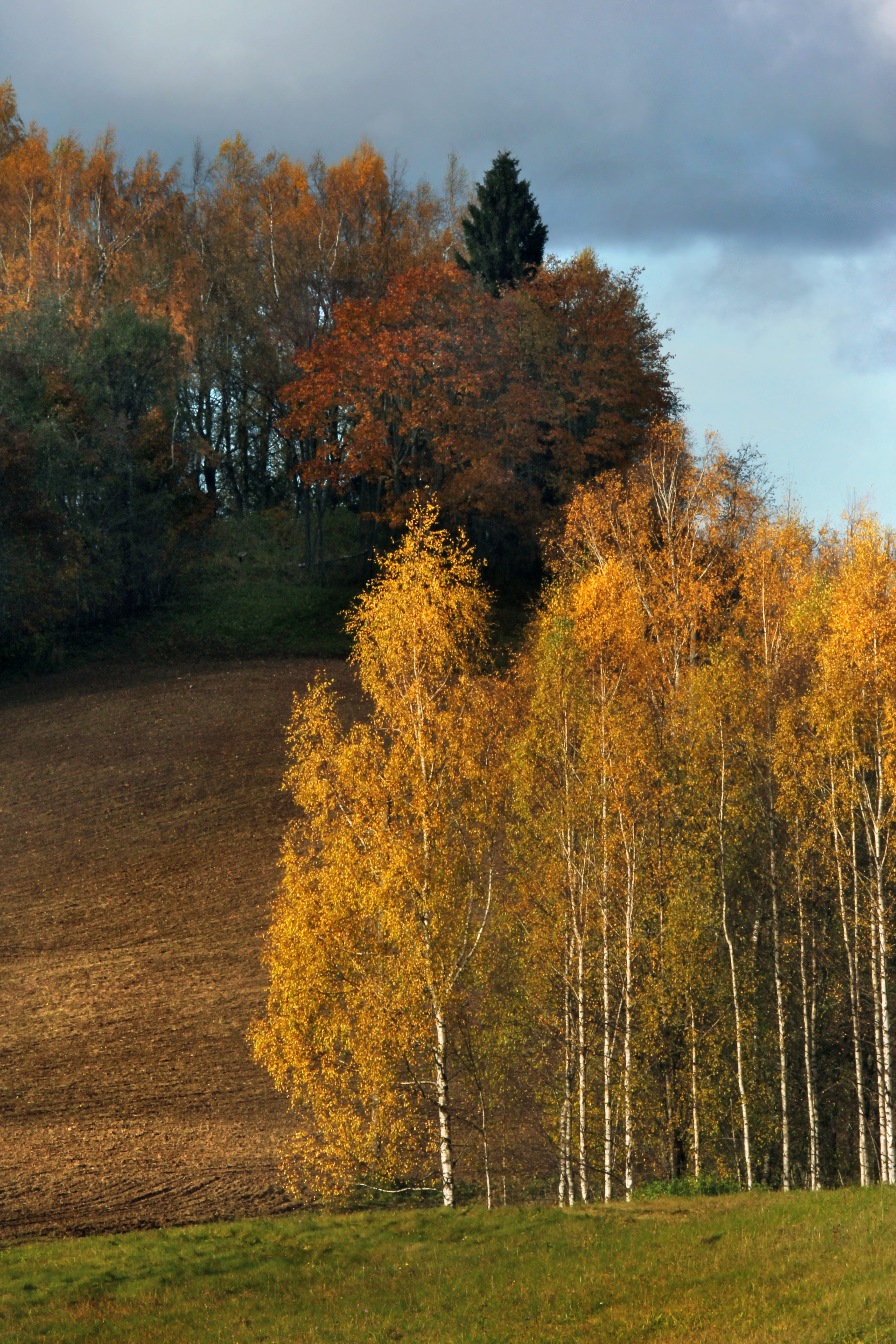
Возвышенность Хаанья осенью.
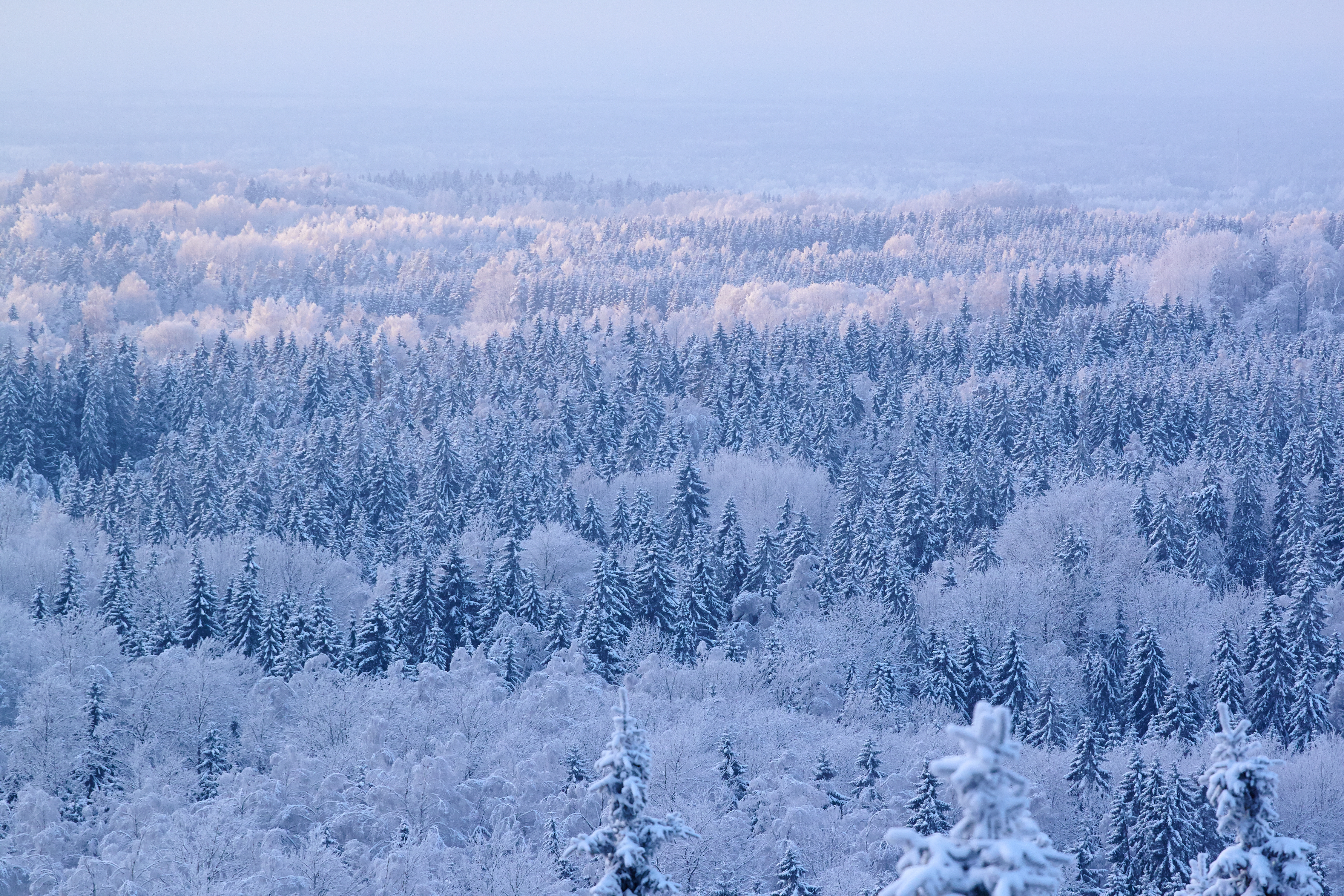
Возвышенность Хаанья зимой.